# 安珀·海格曼
安珀·海格曼（Amber Hagerman，1986年11月25日—1996年1月17日）是一名遭到綁架並被殺害的年輕女孩。

## 綁架
1996年1月13日，九歲的安珀·海格曼和她的哥哥瑞奇（Ricky）在位於美國德州阿靈頓（Arlington）附近的祖母家騎著腳踏車，附近的鄰居聽到了她的尖叫聲。鄰居看見一名男子將安珀拉下她的腳踏車，將她丟進一輛卡車的前座，並立刻以高速駛離現場。這起綁架是在日正當中的白天發生。

## 搜索安珀
鄰居立刻向警方報案，並提供嫌犯和車輛的描述（根據目擊者的描述，綁架犯是一名白人或拉丁美男性，駕駛一輛近代款式的黑色卡車），但除此之外目擊者無法回想起更多細節。阿靈頓警方和聯邦調查局（FBI）訪問了其他鄰居並對嫌犯和車輛展開搜索。當地的電視台和電台在各節新聞中播報這起案件。
四天後，搜索範圍持續擴大，在阿靈頓北方的荷洛森林（Forest Hollow）中，一位當地居民在遛狗時發現了安珀的屍體，她全身赤裸被棄屍在河床底部。嫌犯一直沒有落網，而這起綁架謀殺案也沒有解決。

## 事後影響

### 安珀計劃
一群擔心的居民連絡達拉斯的區域廣播電台，建議他們應該要比照天氣警報，在各節新聞中不斷播送關於被綁架兒童的新聞。
這項建議被送到電台經理協會（Association of Radio Managers，ARM），這是由達拉斯和沃斯堡區域主要電台的經理組成的協會。協會的經理成同意這樣的計劃將是一項重要的公眾服務，並且或許能夠幫助拯救這些孩童的生命。
達拉斯安珀計劃（Dallas Amber Plan）在1997年7月開始實施（其他區域可能也有類似的計劃），目的是為了幫助安全的救出那些警方相信已遭綁架的兒童。計劃實施以來，已經成功救出八名兒童並擴展到美國的其他城市和州份。

### 安珀警戒（AMBER Alert）
在2000年10月，美國眾議院通過了 H.R. 605 法案，鼓勵全國各地區實施安珀計劃。在2003年4月，美國總統布希簽署了安珀警戒（AMBER Alert）法案，讓這項計劃正式成為一個全國性的計劃。

## 外部連結
- 休士頓的安珀計劃
- 安珀警戒系統網站 （页面存档备份，存于）
- 犯罪資料庫中收錄的安珀·海格曼網頁
- Amber Alert International （页面存档备份，存于） 提供 $25,000 美元的賞金給找到安珀罪案嫌犯的民眾
- Net Predator Sexual Offender Search 免費的性冒犯者搜尋